# Srbobran
Srbobran (in serbo Србобран?, in ungherese Szenttamás) è una città e una municipalità del Distretto della Bačka Meridionale al centro della provincia autonoma della Voivodina. È situata sulla sponda settentrionale del canale Danubio-Tibisco-Danubio.

## Amministrazione

### Gemellaggi
- Jánoshalma, dal 2001[2]